# わさお
わさお（Wasao、2007年夏ごろ - 2020年6月8日）は、青森県西津軽郡鰺ヶ沢町で飼育されていた秋田犬（長毛種）。「ブサかわ犬」として全国的に有名になった。

## 経歴
元々は迷い犬で、鰺ヶ沢町にて焼きイカ店を営んでいた菊谷節子に保護され、当初は、ライオンのような毛並みから「レオ」と呼ばれていた。
2008年春に旅行記ブロガーメレ山メレ子のブログで、「わさお」と名付けられて紹介され話題になる。2008年7月29日、日本テレビの『99プラス』にて、ネットで話題のブサかわ犬（ブサイクだけどかわいい）として取り上げられ広く注目を浴びる。2008年12月10日鰺ヶ沢町観光協会よりわさおTシャツが発売され、迷い犬から始まる町おこしストーリーとしてテレビ・新聞・雑誌などが一斉に取り上げ、広く存在が知られるようになる。2009年初頭、正式に自治体登録名を「わさお」に改名した。
2009年7月最初の写真集「わさお」が主婦の友社から刊行される。2009年8月10日、鰺ヶ沢町から特別住民票が発行される。また、同年刊行の現代用語の基礎知識2010年版にTwitter、やる夫、スーザン・ボイルと並んで解説記事が掲載される。2010年6月26日鰺ヶ沢町の特別観光大使に任命される。2011年2月13日日本ユネスコ協会連盟の「世界遺産活動特別大使“犬”（ワンバサダー）」に任命される。2011年3月5日にはわさおの半生をモデルにし、わさお自身が主演した映画『わさお』が公開された。
みうらじゅんに気に入られ、2011年には第14回みうらじゅん賞を受賞してトロフィーを受け取っている。
東北地方を中心に東日本大震災に見舞われてから1ヶ月余り経過した2011年4月20日、JR五能線・鰺ケ沢駅の観光駅長と、立佞武多（たちねぷた）の館の一日館長を委嘱される。
このうち鰺ケ沢駅の観光駅長については任期1年で、同年4月23日から始まった青森デスティネーションキャンペーンの初日に運転された「リゾートしらかみ」の出迎えを皮切りに、不定期ながら、同駅利用客の出迎えなどの任をこなしていた。そして、当初の任期が満了となってからも毎年同駅の観光駅長として再委嘱されてきており、2020年4月6日に10度目の委嘱を受けた。
わさおだけでなく、飼い主である菊谷節子もわさおの母として有名になり、その明るく朗らかな性格で親しまれた。なお、わさおは節子の夫をかなり嫌っており、夫が何をしても唸っていた。その理由は節子の夫が亭主関白であった頃にわさおの目の前で節子を大声で怒鳴ったことを怒っているからだとされている。節子が長期入院した際にはわさおに毛が抜け落ちる症状が見られた。
2014年10月、同じく秋田犬で青森県黒石市出身の「つばき」〔メス・2歳（当時）〕が妻となり同居開始。2016年4月、つばきの実家から預かった長毛秋田犬の子ども「ちょめ」とも暮らし始め、「わさおのムスメ」的存在になった。同年11月には自身をあしらったLINEスタンプがリリースされた。
飼い主の菊谷節子は2017年11月30日午前0時21分、間質性肺炎のため、弘前市内の病院で73歳で死去した。わさおの世話は節子の長男に任されることになった。2019年5月にはパートナーとして活動した妻のつばきが6歳（人間年齢40代）で亡くなった。
2020年4月1日には高齢による衰えからか後ろ脚に力が入らず、立ち上がることができなくなり、同年6月8日午後5時54分、推定13歳（人間年齢68歳）で死去した。支援団体「わさおプロジェクト」によると、死因は多臓器不全だった。
その後、鰺ヶ沢町は町内の各地に「わさお、ありがとう。思い出はずっと胸に。」というキャッチコピーのポスターを掲示している。また、町役場には「わさお、ありがとう！」と書かれた横断幕が掲示されている。加えて、「わさおありがとう実行委員会」により、わさおの記念碑を制作・設置するための活動が行われた。2021年11月8日、同町の「海の駅わんど」に等身大のブロンズ像が設置され、除幕式が行われた。

## 映画『わさお』
『わさお』は、上述の犬を題材にした2011年公開の日本映画。2011年2月26日には青森で先行公開されている。
わさおが元の飼い主と再会するまでが描かれたハートフルドラマ。ストーリー自体はフィクションである。監督は錦織良成で動物映画は初挑戦となる。主演はわさお自身、共演は薬師丸ひろ子で18年ぶりの主演映画となる。青森県鯵ヶ沢町の全面協力により、鯵ヶ沢町内や白神山地でのロケが行われた。
前売券特典は「わさお ぬいぐるみストラップ」「わさお 卓上カレンダー」のどちらかをプレゼント。
キャッチコピーは「あなたに、逢いたい。」「この春、わさおが日本を元気にする!!」。

### ストーリー
白神山地の麓にある小さな漁師町でライオンのような白い捨て犬と出会った菊谷セツ子。沢山の捨て犬を育てていたセツ子は素っ気無い態度の犬に「わさお」と名づけることにした。セツ子はわさおがいつもアキラという少年を見つめていることに気づく。その少年、アキラは母が入院していた病院から戻る途中で熊が出るという白神山中で迷子になってしまう。

### キャスト
- 菊谷セツ子 - 薬師丸ひろ子
- わさお - きくやわさお（秋田犬）
- わさお（子犬時代） - シロ（秋田犬）
- 菊谷浩（セツ子の夫） - 平田満
- 達也 - 甲本雅裕
- 尚子 - 鈴木砂羽
- 田川アキラ - 伊澤柾樹
- 田川真希（アキラの姉） - 吉永淳
- 井原（保健所職員） - 嶋大輔
- 谷岡獣医 - 大沢樹生
- 田川剛（アキラの父） - 尾美としのり
- 老人 - 河原さぶ
- 老人 - 不破万作
- 老人 - 上田耕一
- 茂夫（尚子の父） - 佐野史郎
- 長谷川（マタギ） - 笹野高史
- 田川美佐子- クノ真季子
- サヨ（中学生） - 前田聖来
- トモヤ（中学生） - 井之脇海
- 中学生 - 藤本旺輝
- 祖父 - 伊藤幸純

### スタッフ
- 監督 - 錦織良成
- 脚本 - 小林弘利
- 音楽 - 海田庄吾
- 撮影監督 - 柳田裕男
- 美術監督 - 稲垣尚夫
- 編集 - 日下部元孝
- 製作委員会メンバー - 東映、東映ビデオ、木下工務店、タイムズイン、毎日新聞社、ポニーキャニオン、ザッパラス、EMIミュージック・ジャパン、シネスパーク、インサイト・アクセス、東奥日報社、青森放送、青森テレビ、青森朝日放送、東北ケーブルテレビネットワーク
- 配給 - 東映

### 主題歌
- 「僕の宝物」薬師丸ひろ子（EMI Music Japan）
  - 作詞 - 玉城千春 / 作曲 - 海田庄吾 / 編曲 - 井上鑑

着うた配信の特別編ではわさおバージョンになっており、わさおの鳴き声をメロディに合わせサンプリングして歌にしている。また、着うたの収益の一部は日本ユネスコ協会連盟に寄付される。

## 書籍
- 水稀しま(著)、小林弘利（脚本）『わさお』（2011年2月14日、小学館ジュニアシネマ文庫）ISBN 978-4-09-230612-7 - 上記映画の小説版

## ファミリー

### つばき
つばきは2014年にわさおの妻となった秋田犬で以後はわさおとともに観光客を出迎えた。つばきは2012年7月に青森県で誕生。わさおの飼い主の菊谷節子が長期入院した際、わさおに毛が抜け落ちてしまう症状がみられたため、一匹だけにならないよう妻として2014年に迎え入れた。犬種はわさおと同じ秋田犬だが短毛で見た目はわさおとは異なる。
わさおが鰺ケ沢駅の観光駅長を務めていたことから、つばきは鰺ケ沢駅の観光副駅長を務めた。
2019年5月5日、昼過ぎの散歩では特に変わらない様子だったが、夕方に犬小屋でぐったりした状態で発見され動物病院に運ばれたがそのまま息を引き取った。死因は心臓発作とみられている。

### ちょめ
ちょめは2016年にわさおのファミリーに娘として加わった秋田犬。わさおとつばきが鰺ケ沢駅の観光駅長・副駅長を務めていたことから、まず見習いとして委嘱され、2019年から営業主任に委嘱された。

## わさお大賞
2015年から長毛秋田犬の魅力を競う「わさお大賞」が青森県で開催されており、2021年には初めて大阪府で開催された。